# Членство Косова в международных спортивных федерациях
Косово уже являлось частью ряда международных спортивных федераций в 1990-х годах и подало заявку на вступление во многие другие после провозглашения независимости от Сербии в 2008 году.
В настоящее время Косово является полноправным членом в 25 международных федерациях, временным членом в четырёх международных федерациях и ассоциированным членом одной международной федерации. Косово также является членом пяти европейских федераций и ассоциаций.

## Обзор
Косово является полноправным членом Международного олимпийского комитета и Европейских олимпийских комитетов (ЕОК), при этом полноправное членство было предоставлено Олимпийскому комитету Косово Международным олимпийским комитетом лишь 9 декабря 2014 года.
Косово приняло участие в первом крупном мультиспортивном мероприятии на Европейских играх 2015 года в Баку. Спустя год косоварские спортсмены смогли выступить на летних Олимпийских играх 2016 года в Рио-де-Жанейро. До признания Международным олимпийским комитетом, косоварские спортсмены принимали участие в Специальной Олимпиаде с 2003 года. Для поддержки этих спортсменов была создана организация, известная как Специальная Олимпиада Косова. Спортсмены из Косово участвовали на четвёртых Всемирных спортивных играх для маленьких людей в Рамбуйе в 2005 году и на чемпионате мира по водным видам спорта 2015 года в Казани, чемпионате IHF Emerging Nations 2015 и других.

## Членство в спортивных федерациях
Следующие спортивные федерации либо приняли, либо получили заявку от Косова на членство:

### Членство в международных федерациях и ассоциациях
| Организация                                                 | Примечание | Статус Косова      | Дата решения     |
| ----------------------------------------------------------- | --- | ------------------ | ---------------- |
| Международная авиационная федерация (FAI)                   | FAI признало Косово полноправным членом | Полноправный член  | 25 сентября 2015 |
| ФИФА                                                        | В ФИФА Косово стал 210-м членом по решению организации на 66-м конгрессе в Мехико                                                                                 | Полноправный член  | 13 марта 2016    |
| Международная автомобильная федерация (FIA)                 | FIA признало Автомобильную федерацию Косова в 2015 году на ежегодной ассамблее                                                                                    | Полноправный член  | 4 декабря 2015   |
| Международная федерация стрельбы из лука (FITA)             | FITA признала Косово полноправным членом | Полноправный член  | 1 июля 2011      |
| Международная федерация тенниса (ITF)                       | ITF признала Косово полноправным членом | Полноправный член  | 25 сентября 2015 |
| Международная ассоциация легкоатлетических федераций (IAAF) | 15 апреля 2015 года IAAF признала Косово предварительным членом, 19 августа 2015 по результатам голосования (187 за и 13 против) Косово стало полноправным членом | Полноправный член  | 19 августа 2015  |
| Международная ассоциация баскетбола (FIBA)                  | FIBA признала Косово 215-м полноправным членом | Полноправный член  | 13 марта 2015    |
| Международная ассоциация бокса (AIBA)                       | Косово стало 195-м членом AIBA в июле 2012, но полноценное членство получило 14 ноября 2014                                                                       | Полноправный член  | 14 ноября 2014   |
| Международный комитет Средиземноморских игр (ICMG)          | ICMG предоставило Олимпийскому комитету Косова полноправное членство 30 октября 2015 во время ассамблеи в Вашингтоне                                              | Полноправный член  | 30 октября 2015  |
| Объединённый мир борьбы (FILA)                              | FILA не признало Косово полноправным членом | Ассоциативный член | 9 июня 2008      |
| Международная федерация гимнастики (FIG)                    | FIG признала Косово полноправным членом на 80-м конгрессе в Узбекистане 29-30 октября 2014                                                                        | Полноправный член  | 30 октября 2014  |
| Международная федерация гандбола (IHF)                      | IHM признала Косово полноправным членом на конгрессе в Сочи | Полноправный член  | 7 ноября 2015    |
| Международная федерация дзюдо (IJF)                         | IJF признала Косово полноправным членом | Полноправный член  | 10 апреля 2012   |
| Международная федерация кикбоксинга (IKF)                   | IKF признала Косово полноправным членом | Полноправный член  | 18 марта 2015    |
| Международный союз современного пятиборья (UIPM)            | UIPM признала Косово полноправным членом на ежегодном конгрессе в 2013 году на Кипре                                                                              | Полноправный член  | 29 ноября 2013   |
| Международный олимпийский комитет (МОК)                     | МОК признал Косово полноправным членом 9 декабря 2014 на 127-й сессии МОК в Монако                                                                                | Полноправный член  | 9 декабря 2014   |
| Международная федерация парусного спорта (ISAF)             | ISAF признала Косово полноправным членом | Полноправный член  | 8 мая 2012       |
| Международная федерация лыжного спорта (FIS)                | FIS признала Косово полноправным членом 7 ноября 2015 | Полноправный член  | 7 ноября 2015    |
| Международная федерация софтбола (ISF)                      | ISF признала Косово полноправным членом | Полноправный член  | 12 августа 2008  |
| Международная федерация плавания (FINA)                     | FINA признала Косово полноправным членом | Полноправный член  | 17 февраля 2015  |
| Международная федерация настольного тенниса (ITTF)          | Косово признали полноправным членом ещё в 2003 году | Полноправный член  | 21 мая 2003      |
| Международная федерация тяжёлой атлетики (IWF)              | IWF признала Косово полноправным членом | Полноправный член  | 18 июня 2008     |
| Международный союз велосипедистов (UCI)                     | UCI признала Косово полноправным членом. С февраля по сентябрь 2015 года UCI предоставило временное членство                                                      | Полноправный член  | 25 сентября 2015 |
| Объединённый мир борьбы (UWW)                               | UWW предоставило временное членство в 2015 году | Временный член     | 16 января 2015   |
| Всемирная федерация кёрлинга (WFC)                          | WFC признала Косово временным членом | Временный член     | 21 октября 2012  |
| Международная федерация карате (WKF)                        | WKF признала Косово временным членом 13 декабря 2014 | Временный член     | 13 декабря 2014  |
| Всемирная федерация тхэквондо (WTF)                         | WTF предоставило полноправное членство в 2013 года. С 14 июля 2013 по 12 мая 2015 Косово было временным членом                                                    | Постоянный член    | 12 мая 2015      |
| Международная федерация волейбола (FIVB)                    | FIVB признала Косово постоянным членом | Постоянный член    | 10 октября 2016  |

### Членство в европейских федерациях и ассоциациях
| Организация                                    | Примечания | Статус            | Дата решения     |
| ---------------------------------------------- | --- | ----------------- | ---------------- |
| Европейская легкоатлетическая ассоциация (EAA) | Косово стало полноправным членом EAA 16 октября 2015                                                           | Полноправный член | 16 октября 2015  |
| Европейская федерация гандбола (EHF)           | Косово стало полноправным членом EHF 20 сентября 2014                                                          | Полноправный член | 20 сентября 2014 |
| Европейская федерация мини-гольфа (EMF)        | Косово стало членом ЕВС в апреле 2012                                                                          | Полноправный член | 20 апреля 2012   |
| Европейские олимпийские комитеты (ЕОК)         | Когда Олимпийский комитет Косово стал полноправным членом МОК 9 декабря 2014, он автоматически стал членом ЕОК | Полноправный член | 9 декабря 2014   |
| Tennis Europe                                  | Tennis Europe приняла Косово в качестве полноправного члена                                                    | Полноправный член | 28 марта 2015    |
| Союз европейских футбольных ассоциаций (УЕФА)  | Косово стало полноправным членом УЕФА 3 мая 2016 года                                                          | Полноправный член | 3 мая 2016       |
| Европейская федерация каратэ (EFK)             | Косово является полноправным членом EFK                                                                        | Полноправный член |                  |
| Европейский союз дзюдо (EJU)                   | Косово является полноправным членом EJU                                                                        | Полноправный член |                  |
| Европейский союз гимнастики (EUG)              | Косово является полноправным членом EUG                                                                        | Полноправный член | 24 ноября 2015   |
| Европейская конфедерация волейбола (CEV)       | Косово является полноправным членом CEV                                                                        | Полноправный член | 21 января 2017   |
| Европейская стрелковая конфедерация (ESC)      | Косово является полноправным членом ESC                                                                        | Полноправный член |                  |
| Европейская лига плавания (LEN)                | Косово является полноправным членом LEN                                                                        | Полноправный член |                  |
| Европейский шахматный союз (ECU)               | Косово является полноправным членом ЕСU                                                                        | Полноправный член |                  |